# 天然气田
石油与天然气都是在同样的地质过程下产生的：地表下有机质的分解。结果是石油与天然气常常一起产出。通常情况下，我们把富含石油的地方称为油田，富含天然气的地方称为天然气田，简称气田。
通常情况下有机质埋藏在1000米到6000米（温度在60 °C 到150 °C）时产生石油，更深温度更高时产生天然气。越深，越产生干气。石油与天然气都比水轻，它们可以从烃源向上溢出或形成圈闭并被钻探得到。 
世界上最大的气田是北方-南帕斯天然气田，由伊朗和卡塔尔共有。第二大的气田是俄罗斯的乌连戈气田。中国的气田主要分布在四川盆地，鄂尔多斯盆地，塔里木盆地，南海鶯歌海盆地等。

## 滨海气田

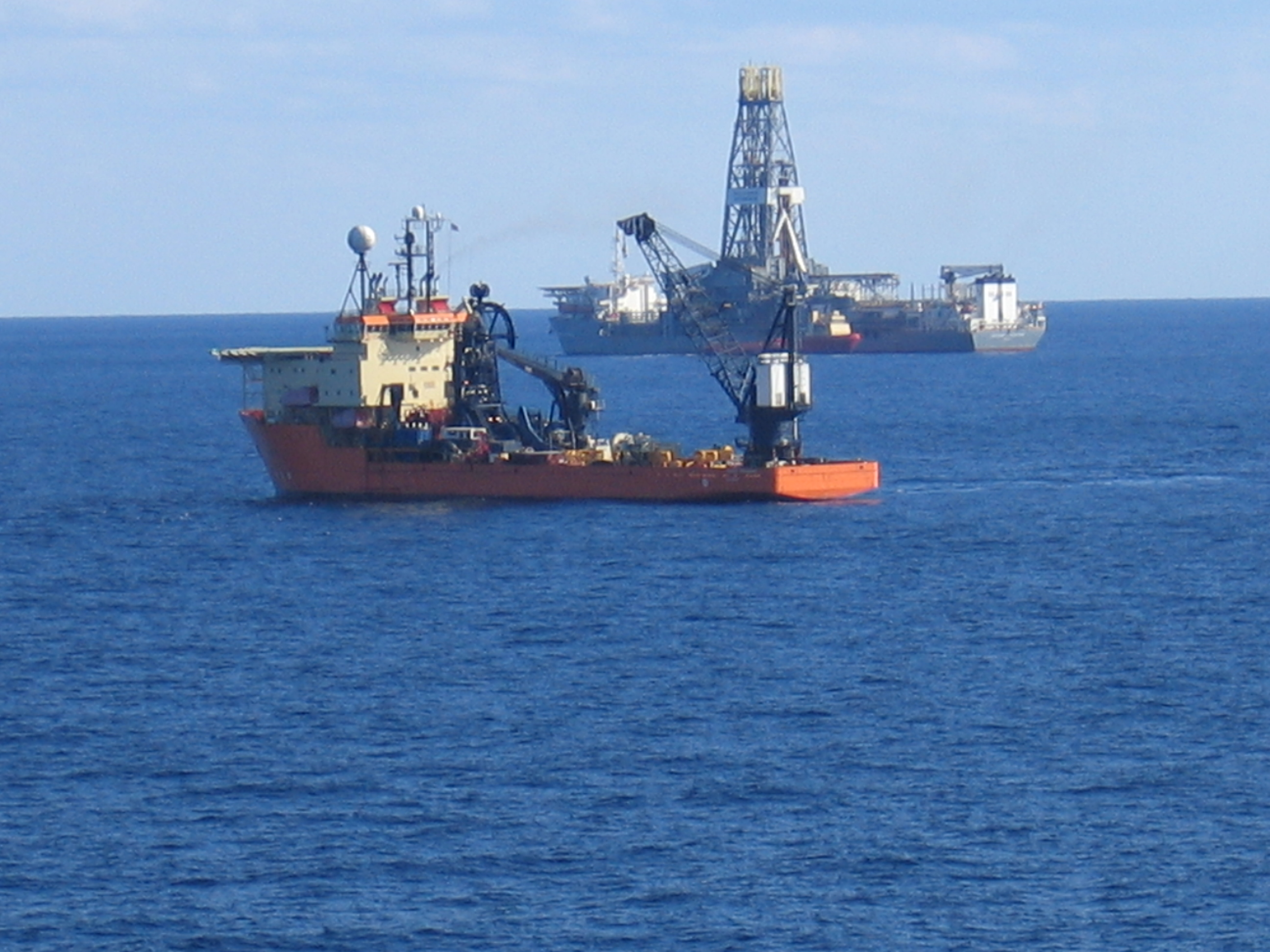
发现者企业号钻探船

与石油一样，天然气常常在滨海水下发现。开采运输海上天然气与陆上气田不一样是因为海上花费和后勤的困难常常用大型钻探设备。